# Embraer 120 Brasilia

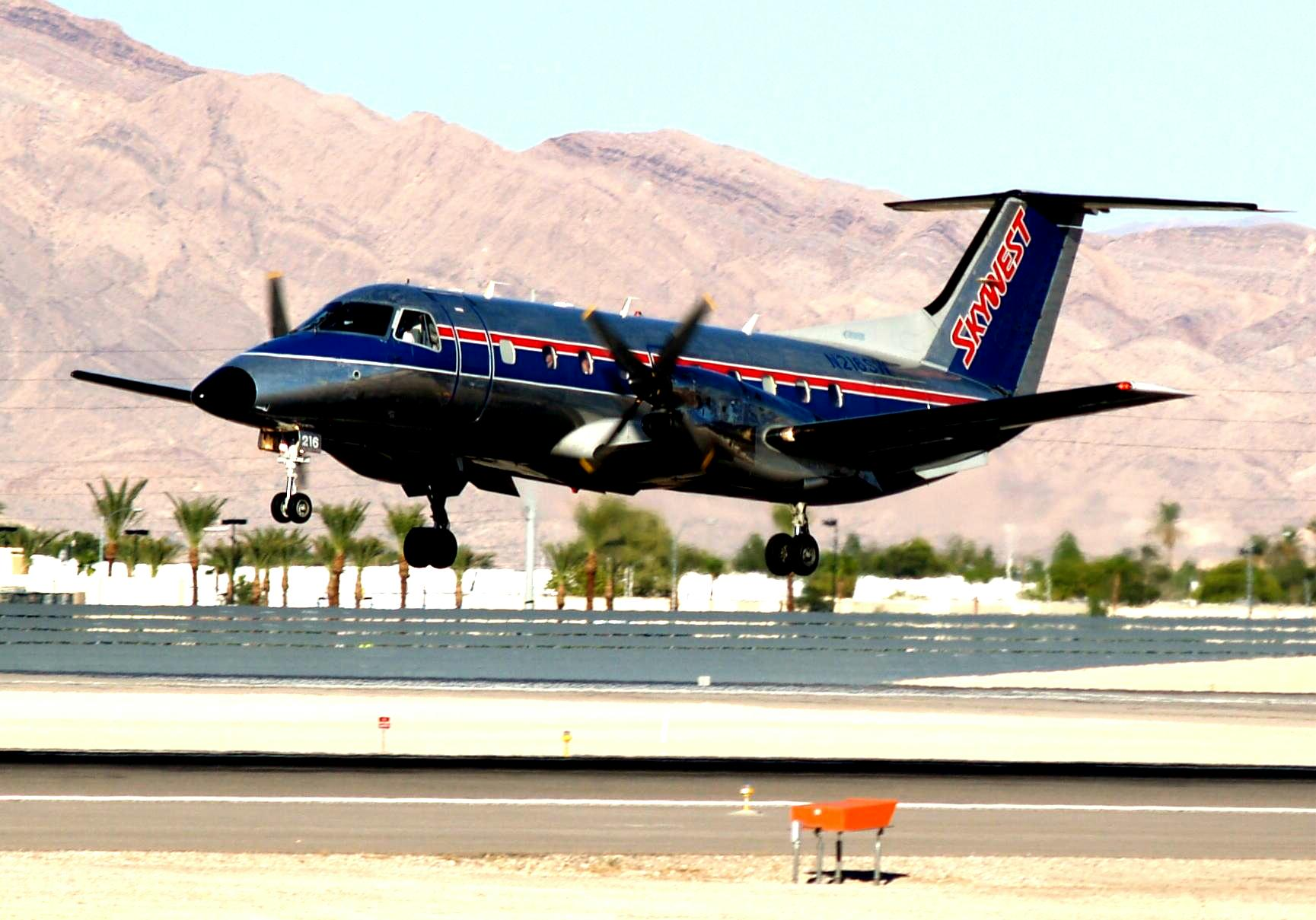
Skywest Airlines Embraer EMB-120ER Brasilia

Embraer 120 Brasilia – dwusilnikowy pasażerski samolot wąskokadłubowy komunikacji regionalnej, wyprodukowany przez brazylijską firmę Embraer.

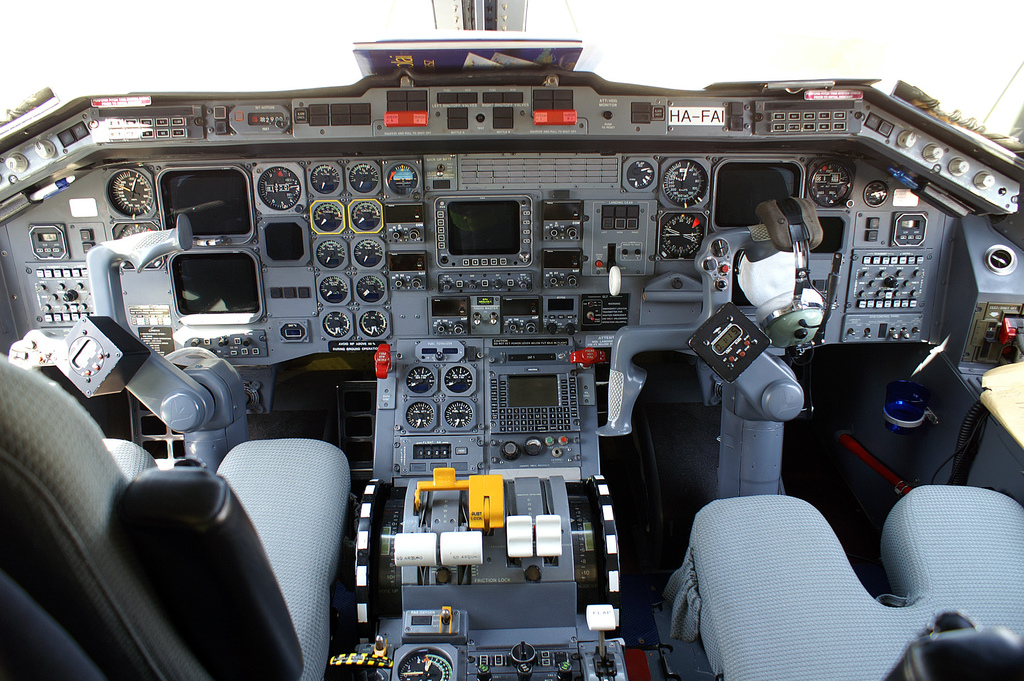
Kokpit

## Historia
Pracę nad nowym samolotem przeznaczonym do komunikacji regionalnej rozpoczęto w 1979 roku. 25 kwietnia 1980 roku zaprezentowano po raz pierwszy publicznie makietę nowej maszyny. Wybudowano łącznie trzy prototypy, z których pierwszy wzniósł się w powietrze 27 lipca 1983 roku, drugi 21 grudnia tego samego roku a trzeci 9 maja 1984 roku. 10 maja 1985 roku samolot uzyskał homologację brazylijskiej administracji lotnictwa cywilnego 9 lipca tego samego roku homologację amerykańską a rok później Wielkiej Brytanii, Francji i Republiki Federalnej Niemiec. W sierpniu 1985 roku dostarczono liniom lotniczym Atlantic Southeast Airlines pierwszy egzemplarz seryjny. Rok później pojawiła się wersja z mocniejszym silnikiem PW118A przystosowana do operowania z lotnisk położonych wysoko nad poziomem morza, pierwszym użytkownikiem tej wersji była linia lotnicza SkyWest.

## Konstrukcja
Samolot jest metalowym, wolnonośny dolnopłatem z usterzeniem w kształcie litery T. Podwozie chowane, trójpodporowe z przednim podparciem.